# Rukomysz
Rukomysz (ukr. Рукомиш) – wieś na Ukrainie, w rejonie czortkowskim obwodu tarnopolskiego. W 2001 roku liczyła 427 mieszkańców. Droga krajowa N18 przechodzi obok wsi.

## Historia
Po zakończeniu I wojny światowej, od listopada 1918  Rukomysz znajdował się w Zachodnioukraińskiej Republice Ludowej (ZURL). Pobliski Buczacz do 4 czerwca 1919 znajdował się w ZURL, a tego dnia miasto zostało wyzwolone przez 4 dyw. piechoty. Podczas ofensywy czortkowskiej Buczacz znajdował się ponownie w ZURL przez krótki czas (od 10 czerwca) do końca czerwca 1919.
W II Rzeczypospolitej miejscowość należała do gminy wiejskiej Jezierzany w powiecie buczackim województwa tarnopolskiego.

## Zabytki
- Skalny monastyr
- Skalne tarasy
- Skalna kaplica
- Cerkiew pw. świętego Onufrego

## Religia
Wieś jest zamieszkana przez grekokatolików oraz prawosławnych. Cerkwią greckokatolicką obecnie jest były rzymskokatolicki kościół.

## Ludzie
- ks. Hryhorij Tanczakowski (zm. 21 stycznia 1832) – proboszcz greckokatolicki we wsi[3]

## Galeria

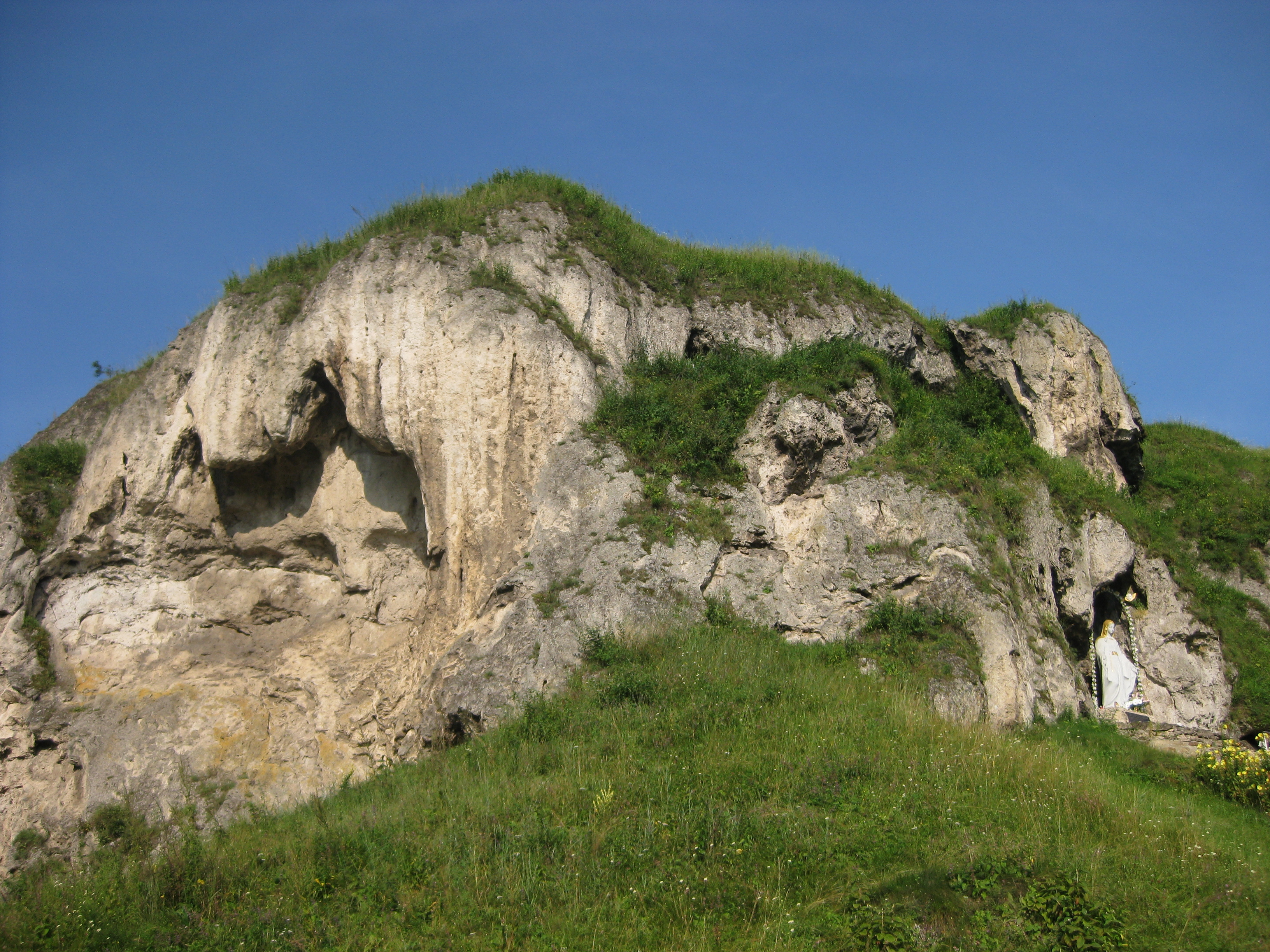
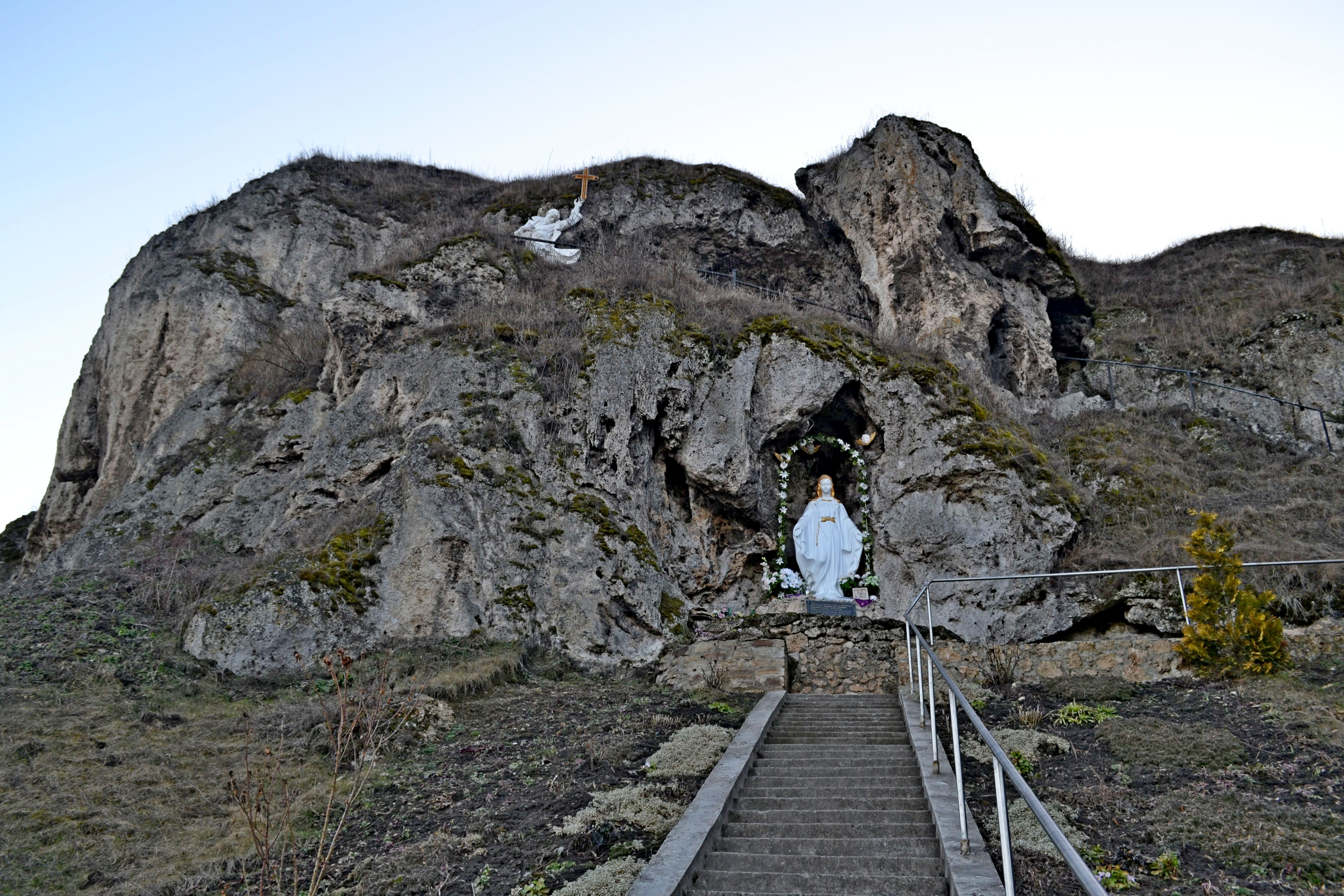
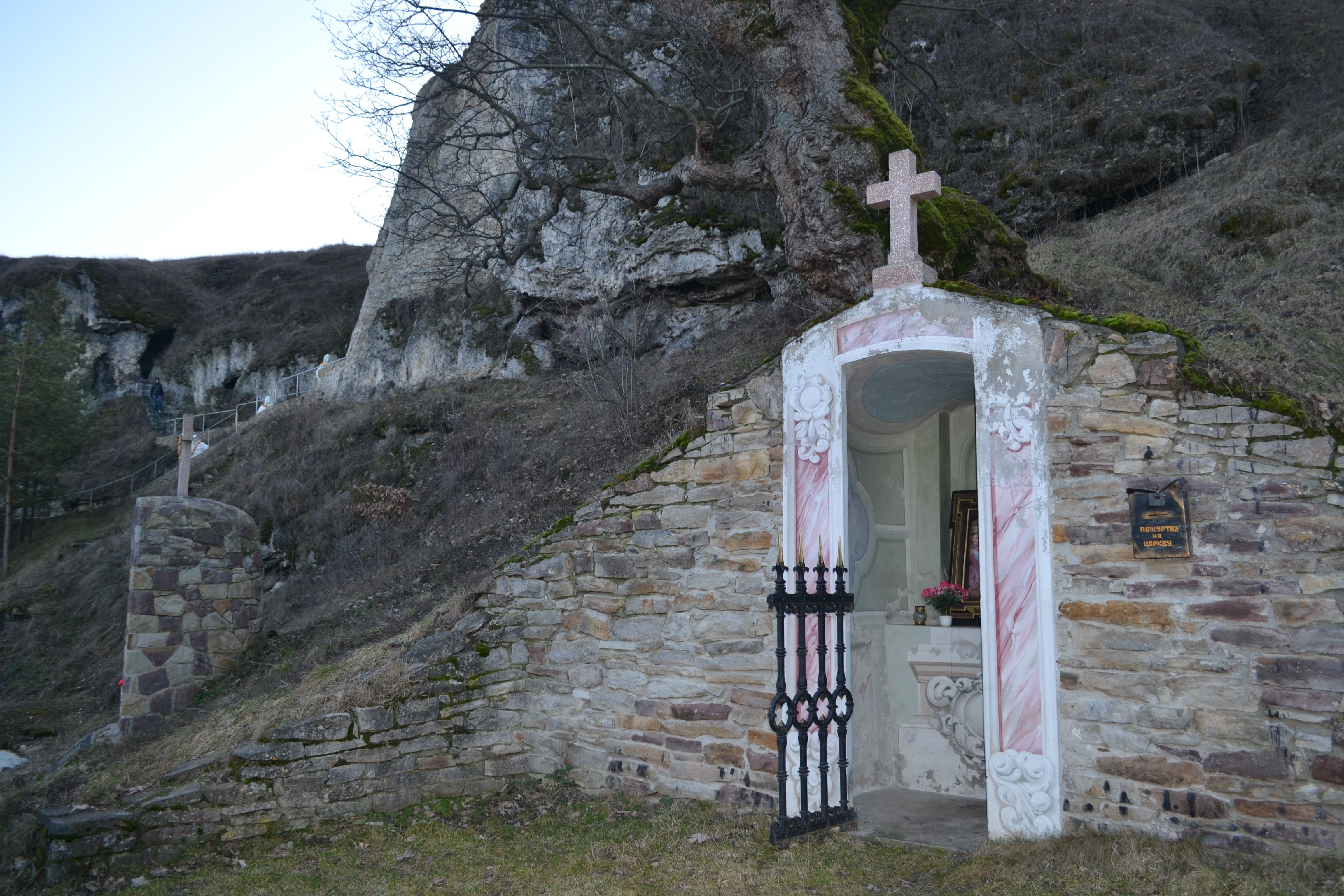
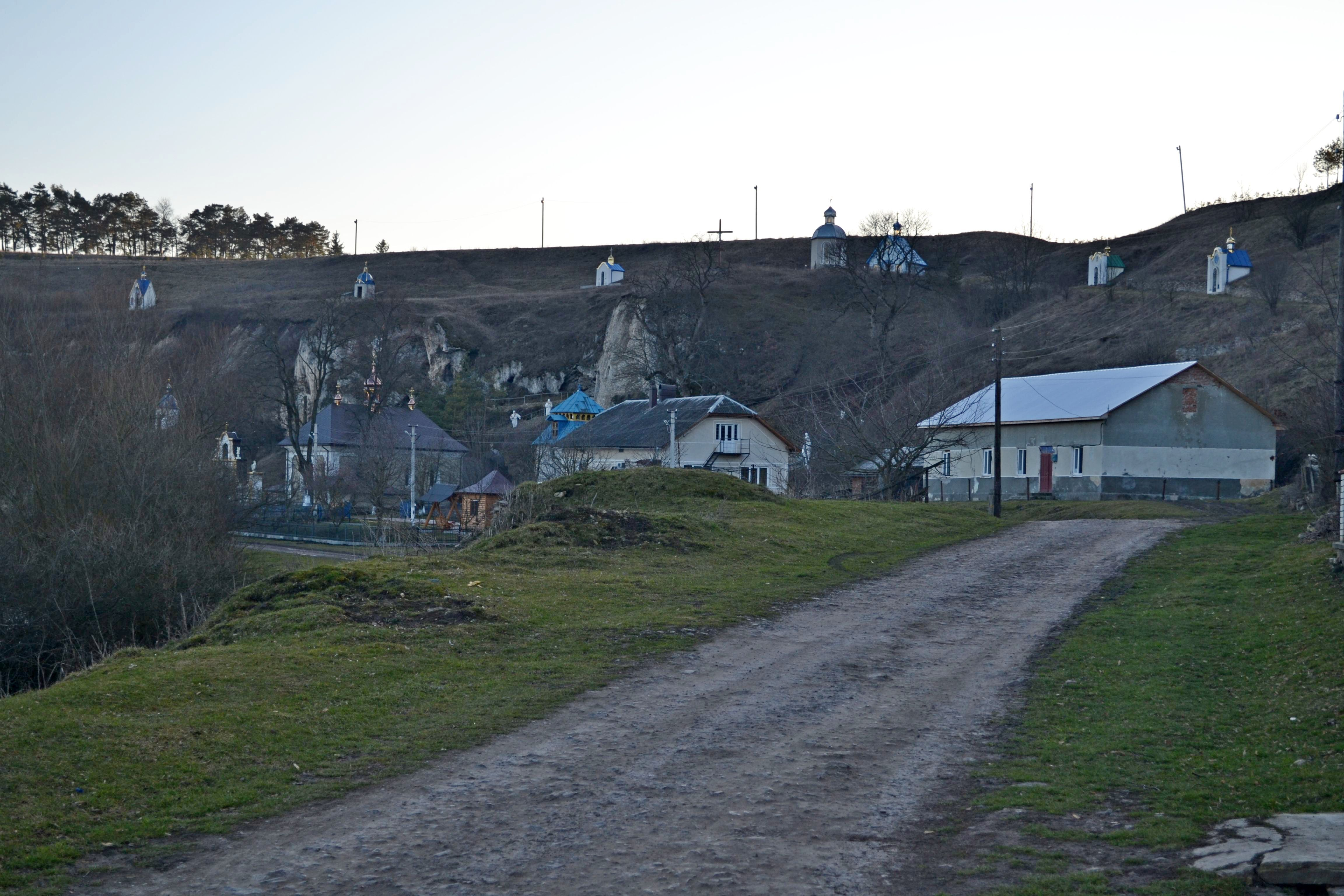

## Biblioteka
- Rukomysz. w: Słowniku geograficznym Królestwa Polskiego. T. IX: Pożajście – Ruksz. Warszawa, 1888, s. 960.